# Groupe Géo-Gras
Le groupe Géo-Gras, ou groupe de la salle Géo-Gras, est un mouvement de résistance français, dont l’action fut décisive lors du débarquement anglo-américain du 8 novembre 1942 en Afrique du Nord.
Créé en octobre 1940, il recrute essentiellement parmi les civils de la communauté juive algéroise, mais aussi parmi les officiers de l'Armée française opposés au régime de Vichy, et s'entraîne selon un modèle d'organisation militaire. Il fournira le tiers des troupes de résistants au moment de la prise d'Alger. Son rôle fut de neutraliser les points névralgiques civils et militaires de la ville, empêchant que les forces vichystes ne s’opposent militairement aux forces alliées.

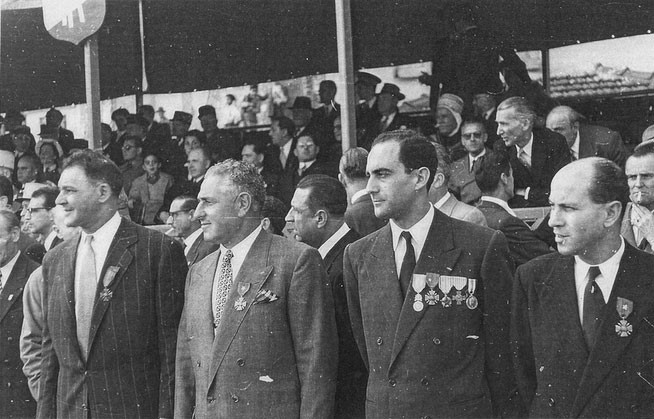
Remise de la Croix de Guerre à Emile Atlan, Paul Sebaoun, Charles Bouchara

## Origine et fonctionnement
Le 7 octobre 1940 le décret Crémieux de 1870 est abrogé, faisant perdre la nationalité française aux 120 000 juifs d’Algérie (une mesure d'exception, puisqu'elle ne s'applique pas aux juifs de métropole). Ces derniers sont dès lors considérés comme des « Israélites indigènes ». Il leur est imposé un statut discriminatoire les excluant des principales fonctions publiques, de l’armée, de la presse, du cinéma, de la radiodiffusion, du théâtre. L’abrogation du décret Marchandeau par le régime de Vichy permet aussi au PPF de Jaques Doriot d’entretenir une agitation antisémite dans Alger : des vitrines de magasins juifs sont détruites dans la nuit du 11 au 12 septembre 1940.
Dès lors, à l’initiative de deux membres de la LICA, André Temime et Emile Atlan, bientôt rejoints par Charles Bouchara et Paul Sebaoun, se constitue un groupement de résistants favorables à la cause alliée, qui se rassemblent dans une salle de sport qu’ils ont créée place du Gouvernement (actuelle place des Martyrs). Ils s’y entraînent à diverses techniques de combat (boxe, escrime, judo, sur le mode des Chantiers de jeunesse), avec pour professeur Géo Gras, un ancien champion de France militaire de boxe à qui le nom de la salle est dédié. Des armes sont cachées sous le ring et sous les planchers de la salle, à l’insu de Géo Gras lui-même, qui ignore tout des activités résistantes de ses élèves.
L’organisation est calquée sur le modèle militaire, en demi-compagnies de soixante, sections de trente, et cellules de cinq. Elle comporte douze chefs de section : Fernand Aïch, Roger Albou, Émile Atlan, Charles Bouchara, Jean Gamzon, Jean Gozlan, André Levy, Germain Libine (futur garde personnel du général De Gaulle), George Loufrani, Roger Morali, André Temime, et le conseiller général Raphaël Aboulker, cousin de José Aboulker.
Des officiers de réserve comme le lieutenant Jean Dreyfus, le lieutenant Fernand Fredj, le sous-lieutenant Roger Jais, l’aspirant Jacques Zermati, ainsi que l’industriel d’Oran Roger Carcassonne rejoignent la structure. Les premières actions sont concentrées sur la propagande antivichyste, le recrutement et l’achat d’armes de contrebande, un premier stock d’armes provenant du magasin d’Émile Atlan, armurier de profession jusqu’à la promulgation des lois antisémites.
Les membres de la salle Géo-Gras s’entraînent à se défendre dans un contexte de durcissement de la politique antisémite de Vichy. Le 27 mars 1941, le chef de l’État-major de l'Armée, le général Picquendar, signe les circulaires stipulant l’internement des soldats juifs d'Algérie, notamment dans les camps de Bedeau, Télergma, Chéragas, Djenien Bourezg, Mecheria ou El Meridj. Le 2 juin 1941, une loi prescrit le recensement de tous les juifs d’Algérie : la mention « Israélite indigène » est apposée sur les cartes d’identité. Le 23 août, un numerus clausus est instauré pour les écoliers et les étudiants de la communauté juive, en excluant les deux tiers. Un décret du 5 novembre 1941 institut un quota de 2% aux avocats et aux professions médicales, tandis que certaines professions sont purement interdites : courtier, banquier, agent immobilier, exploitant de forêt, sage-femme, architecte. L’aryanisation économique des biens juifs est mise en place par décret du 21 novembre 1941.

## 8 novembre 1942

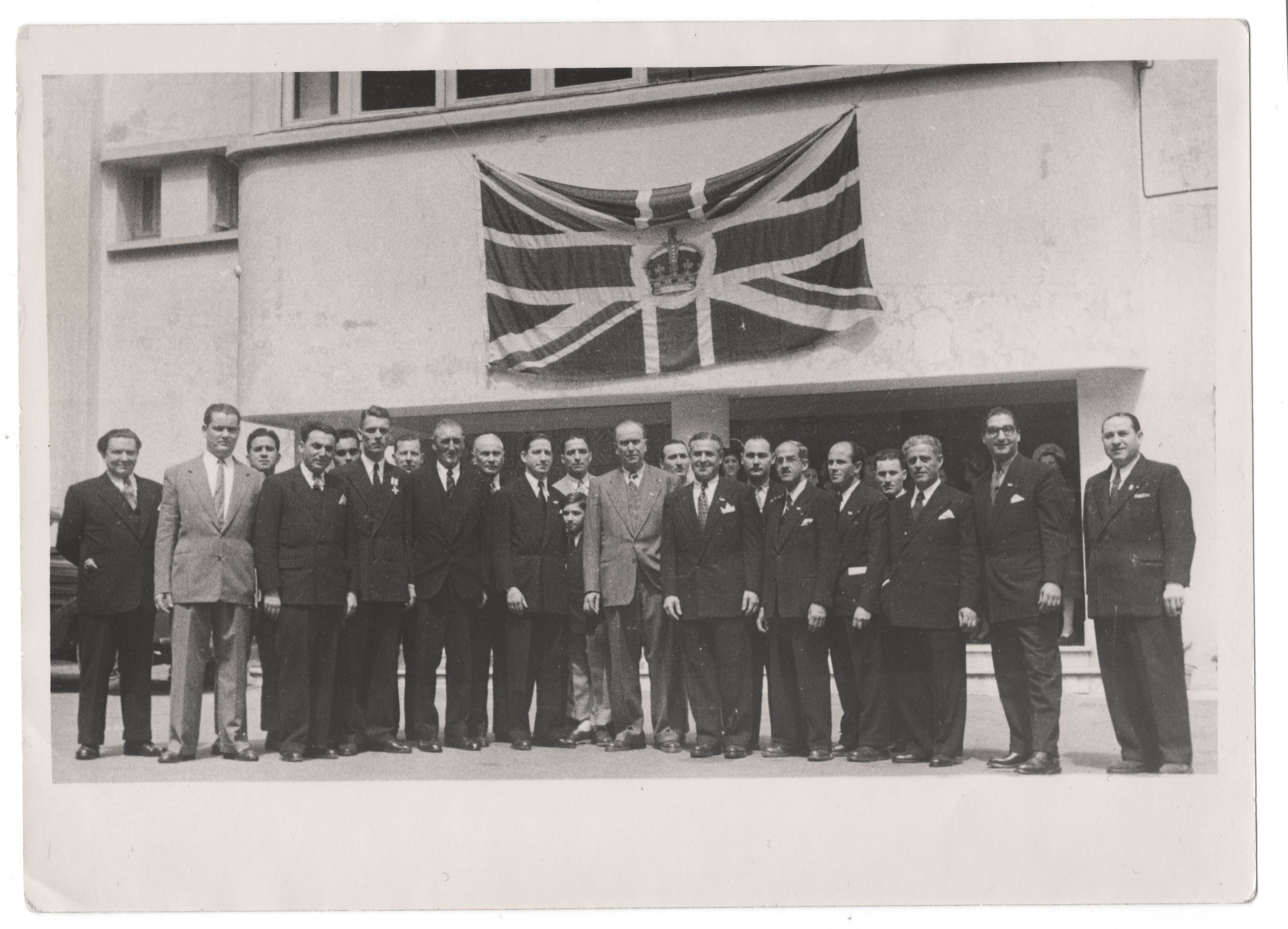
Cérémonie de remise de la King's Medal for Courage in the Cause of Freedom à des membres du Groupe Géo-Gras

Le 22 octobre 1942, le général Clark, représentant du Général Einsenhower pour le MTO, vient secrètement à Cherchell négocier avec les représentants de la Résistance la coordination des opérations militaires, en vue du débarquement des forces alliées en Afrique du Nord.
Les deux axes de cette négociation clandestine sont :
1. Que la Résistance contrôle, le jour J, les points névralgiques de la ville ; coupe les moyens de communication de Vichy ; neutralise le 19e corps d’armée et les forces de police jusqu’à l’arrivée des armées alliées ; arrête les chefs militaires et civils relevant de l’autorité de Vichy.
2. Que des forces commando américaines soient déléguées, avant le débarquement des troupes régulières, pour reprendre les positions acquises par la Résistance en infériorité numérique vis-à-vis des forces armées de Vichy. Ces dernières sont estimées à 11 000 soldats, auxquels peuvent s’adjoindre jusqu'à 20 000 membres du SOL de Joseph Darnand, sans compter les sections du PPF de Jaques Doriot.

Environ 800 sympathisants sont prêts à l’action résistante à Alger, mais 377 personnes seront dénombrées comme ayant réellement participé à l’opération. La plupart appartiennent à la communauté juive (315), dont le contingent le plus important est celui du groupe Géo-Gras (132),.
Le 7 novembre 1942, la BBC annonce le message codé convenu: « Allo Robert ? Franklin arrive ». Robert désigne le consul Robert Murphy, représentant spécial de Franklin Roosevelt en Afrique française du Nord. Placés sous le commandement du général Eisenhower, 110 000 hommes sont engagés dans l’opération Torch. Le débarquement a lieu dans la nuit du 7 au 8 novembre, sans que le général de Gaulle en ait été informé. Les opérations de résistance sont placées sous la direction du colonel Jousse  et du général Mast. Les livraisons d’armes par les Alliés ayant échoué, des vieux  fusils Lebel subtilisés à l’Armée par le colonel Jousse sont distribués aux résistants, identifiables à leurs brassards V.P. (Volontaires de la Place). Ces brassards, qui étaient initialement prévus pour identifier les volontaires collaborationnistes, ont pour but de simuler une relève, sous l’autorité de Vichy, des différents postes de garde (par des membres du SOL requis officiellement pour le maintien de l’ordre).
Convoqués à 21 h, et munis d'ordres de mission signés du général Mast ou du colonel Jousse, les chefs de secteur prennent possession des principaux points névralgiques de la ville : la caserne du 19e corps d’armée, les commissariats de police, l’arsenal, les centraux téléphoniques, le Gouvernement général (encore appelé Palais d’Eté), la Préfecture, et le siège de Radio-Alger. Tous les moyens de communications des forces vichystes sont sabotés. L’objectif est atteint dès 1h30 du matin. Seule l'Amirauté n'a pas été prise, si bien que les premiers destroyers alliés sont immédiatement bombardés par l'armée vichyste.
Mais les opérations de débarquement allié prennent 15 heures de retard, à cause de mauvaises conditions en mer et d’un défaut de liaison avec la Résistance, dans le contexte compliqué du premier débarquement des forces anglo-américaines sur le Second Front. Les positions acquises par la Résistance sont donc reprises les unes après les autres par l’armée vichyste, avec le renfort, notamment, des blindés du 5e régiment de chasseurs d’Afrique. Les résistants tentent de fixer leurs positions aussi longtemps que possible, ce qui entraîne la mort du lieutenant Dreyfus, qui avait rejoint la salle Géo-Gras, et du capitaine Pillafort, officier en congé d'armistice qui en était devenu instructeur. L’armée américaine ne libère la ville qu’en fin d’après-midi, avec la reddition de l’Amiral Darlan, commandant en chef des forces françaises, présent inopinément à Alger (son fils, atteint de poliomyélite, y étant hospitalisé).
C’est le général Juin qui ordonne le cessez-le-feu à 16 h 30 : le futur chef du Corps expéditionnaire français en Italie et futur maréchal de France commande alors les troupes françaises vichystes d’Afrique du Nord.
 

## Camps d’internement vichystes et assassinats du FLN
L’action des membres de la salle Géo-Gras participe d’une victoire de civils faiblement armés sur l’armée régulière, et représente le premier acte d’envergure de la Résistance française pendant la guerre. Bien que s'en revendiquant, ce réseau a la particularité, faute de contacts avec le général de Gaulle à Londres, de se trouver en marge de la France libre.
Alors que l’opposition armée des troupes françaises au débarquement américain est quasi inexistante dans le secteur d’Alger, les combats causent, à Oran et au Maroc, 1350 morts côtés Français, 480 morts côtés Alliés, et 2 700 blessés dans les deux camps.

La situation politique en Afrique française libérée est particulièrement complexe et instable à l’issue de l’opération. Darlan, l’homme des protocoles de Paris, continue d’exercer le pouvoir en Afrique du Nord parce que les Américains considèrent qu’il s’agit de la moins mauvaise solution, invoquant le principe des « military expediencies », les expédients pour raison militaire.

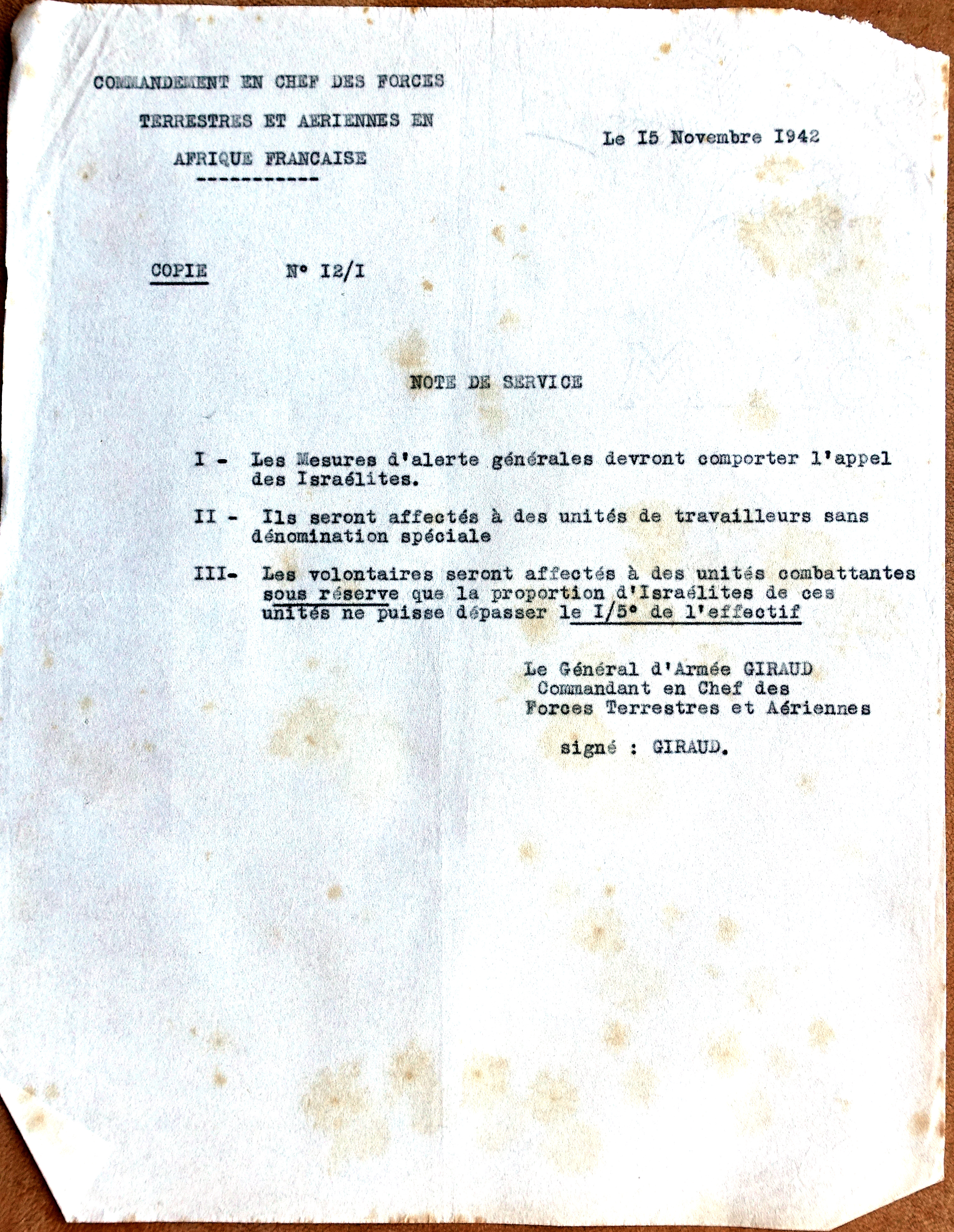
Note de service du général Giraud, Commandant en Chef des Forces Terrestres et Aériennes en Afrique Française du 16 novembre 1942

 Alger passe ainsi « du vichysme sous contrôle allemand au vichysme sous contrôle américain ». Malgré la participation active de la communauté juive au débarquement allié, Darlan refuse de rétablir le décret Crémieux et continue d’affirmer qu’il gouverne « au nom du maréchal Pétain empêché ».
Dès le 30 novembre 1942, le général Giraud fait arrêter les principaux acteurs civils du 8 novembre, parmi lesquels des membres de la salle Géo-Gras comme Raphaël Aboulker, André Temime, Fernand Morali, Émile Atlan, qui sont détenus à la prison de Barberousse dans l'attente d'être jugés par un tribunal d'exception, tandis que des militaires s’étant dressés contre les Américains sont, à l’inverse, décorés. Le 24 décembre 1942, Darlan est assassiné par Bonnier de la Chapelle qui est arrêté, et après un jugement expéditif, exécuté sans délai le 26 décembre 1942 sur l'ordre du général Giraud, successeur désormais de Darlan au commandement en chef. Le 19 janvier 1943, Marcel Peyrouton, collaborationniste qui avait signé l’abolition du décret Crémieux en tant que ministre de l’Intérieur du maréchal Pétain en octobre 1940, devient gouverneur Général de l’Algérie avec l'agrément des Anglais et des Américains (le « scandale Peyrouton »). Si le général Giraud annonce l’abrogation des lois antisémites de Vichy le 14 mars 1943
 et signe l’ordonnance de fermeture officielle des camps d’internement des soldats juifs le 28 avril, il maintient cependant l’abrogation du décret Crémieux.
Le général de Gaulle quitte Londres pour s'installer à Alger le 30 mai 1943 : le Comité français de la Libération nationale succède ainsi à la France libre le 3 juin, mais il faut attendre 5 mois pour que le décret émancipateur de 1870 soit appliqué à nouveau et rende, le 22 octobre, la citoyenneté française à la communauté juive d'Algérie.
Le 8 novembre 1943, à l'occasion du premier anniversaire du débarquement en Afrique du Nord, Giraud décore les principaux organisateurs et participants français de l'opération, parmi lesquels d'Astier de la Vigerie et José Aboulker qu'il avait fait arrêter quelques mois plus tôt.
Une Association de la Libération française du 8 novembre 1942, dite Association des Compagnons du 8 novembre, est créée le 21 septembre 1943. C'est une association loi de 1901 apolitique, ayant pour but de « défendre les intérêts collectifs de la Résistance Nord-Africaine » et de « maintenir l’esprit de camaraderie et de confiance ayant existé dans la Résistance » parmi lesquels Roger Albou, cofondateur avec Pierre Ruff du Comité des Juifs libéraux, dénoncera l'injustice coloniale et demandera des négociations avec les indépendantistes algériens. Mais certains de ses membres éminents feront néanmoins l’objet d’assassinats par le FLN dès août-septembre 1956 : Fernand Aïch et Emile Atlan sont abattus à bout portant devant leurs boutiques respectives, ce qui fut immédiatement interprété comme une menace collective pour la communauté juive.

### Vidéographie
- [vidéo] Jacques Lévy, La naissance d’une résistance juive, Colloque de l'Université d'ARES : Les Résistances européennes, Marseille, juillet 2008
- [vidéo] Stéphanie Monsénégo et Bernard George, Juifs d'Algérie, la résistance oubliée, France 5, novembre 2022